# HMCS Frontenac (K335)
HMCS Frontenac (K335) je bila korveta izboljšanega razreda Flower, ki je med drugo svetovno vojno plula pod zastavo Kraljeve kanadske vojne mornarice.

## Zgodovina
Oktobra 1945 so korveto prodali United Ship Corporation.